# Seznam orleánských biskupů
Seznam orleánských biskupů zahrnuje všechny představitele diecéze v Orléans.
- Diclopetus (cca 343 a 346)
- Alitus
- Desinianus
- Evurtius, Evortius nebo Eortius (374)
- svatý Anianus z Orléans († 453)
- svatý Prosper (cca 460)
- Magnus
- Febatus
- Gratien
- svatý Moniteur
- svatý Flore
- Dagon
- Eusebius (cca 500 do cca 525)
- Leonce (533)
- Antonin (538)
- Marc (541–549)
- Treclatus
- Baudatus
- Ricomer (573)
- Namatius (583–587)
- Austrinus (604)
- Leudecisil (cca 635)
- Leger I. (641)
- Audon (646–666)
- Sigobert (cca 670)
- Savary I. (cca 695)
- Baldagus
- Adamar
- Leger II.
- Leodebert
- Savary II.
- Eucherius (719–738)
- Bertin
- Adalin
- Nadatime
- Deotime
- Theodulf (798–818)
- Jonas (818–843)
- Agius (843–868)
- Walter (869 do cca 892)
- Throan (cca 893)
- Bernon (900)
- Anselm (cca 910 do cca 940)
- Thierry I. (cca 940 do cca 944)
- Ermenthée (cca 945–972)
- Arnold I. (972 do cca 979)
- Manassé I. 980
- Arnold II. (987–1003)
- Fulko nebo Foulque I. (1004 do cca 1012)
- svatý Thierry II. d'Orléans (cca 1016–1021)
- Odolric (Odry) de Broyes (cca 1021 do cca 1030)
- Isembart de Broyes (1033–1063)
- Hadery de Broyes (1063 do cca 1067)
- Renier z Flander (cca 1070 do cca 1082)
- Arnold III. (1083 do cca 1087)
- Johann I. (cca 1088–1096)
- Sanction (1096)
- Johann II. (1096 do cca 1125)
- Elie (1127–1146)
- Manassès de Garlande (1146–1185)
- Henri de Dreux (1186 co 1198)
- Hugues de Garlande (1198–1206)
- Manassé de Seignelay (1207–1221)
- Philippe de Jouy (1222–1233)
- Philippe Berruyer (1234–1236)
- Guillaume de Bussy (1237 bis ca 1249)
- Robert de Courtenay (1258–1279)
- Gilles Pastai (1282–1288)
- Pierre de Mornay (1288–1296)
- Frédéric de Lorraine (1297–1299)
- Berthaud de Saint-Denis (1300–1307)
- Raoul Grosparmi (1308–1311)
- Milon de Chailly (1312–1321)
- Roger le Fort (1321–1328)
- Jean III. de Conflans (1329–1349)
- Philippe III. de Conflans (cca 1348)
- Jean IV. de Montmorency (1350 Elekt, 1355 Bischof, † 1364)
- Hugues de Montmorency (Elekt 1360, † před 1364)
- Hugues II. de Faydit (1364–1371)
- Jean V. Nicot (1371–1383)
- Foulques II. de Chanac (1383–1394)
- Guy de Prunelé (1394–1426)
- Jean VI. de Saint-Michel (1426–1438)
- Guillaume II. Charrier (1438–1439)
- Renaud de Chartres (1439–1444)
- Jean du Gué (1444–1447)
- Pierre Bureau (1447–1451)
- Jean VIII. (1451–1452)
- Thibaut d'Aussigny (1452–1473)
- François de Brillac (1473–1504)
- Christophe de Brillac (1504–1514)
- Germain de Gannay (1514–1521)
- Jean IX. d’Orléans (1521–1533)
- Antoine Seguin (1533–1550)
- François de Faucon (1550–1551)
- Pierre du Chastel (1551–1552)
- Jean X. de Morvillier (1552–1564)
- Mathurin de La Saussaie (1565–1584)
- Denis Hurault de Cheverny (1584–1586)
- Germain Vaillant de Guelis (1585–1587)
- Jean XI. de L’Aubèpine (1588–1596)
- Gabriel de L'Aubespine (1604–1630)
- Nicolas de Netz (1631–1646)
- Alfonse Delbène (D’Elbène) (1647–1665)
- Pierre IV. du Cambout de Coislin (1665–1706)
- Michel Le Pelletier (duben-srpen 1706)
- Louis-Gaston Fleuriau d'Armenonville (1706–1733)
- Nicolas Joseph de Pâris (1733–1753)
- Louis-Joseph de Montmorency-Laval (1753–1757)
- Louis Sextius de Jarente de la Bruyère (1758–1788)
- Louis François Alexandre de Jarente Senas-d'Orgeval (1788–1793)
- Etienne-Alexandre-Jean-Baptiste-Marie Bernier (1802–1806)
- Claude-Louis Rousseau (1807–1810)
- Pierre-Marin Rouph de Varicourt (1817–1822)
- Jean Brumault de Beauregard (1823–1839)
- François-Nicolas-Madeleine Morlot (1839–1842)
- Jean-Jacques Fayet (1842–1849)
- Félix-Antoine-Philibert Dupanloup (1849–1878)
- Pierre-Hector Coullié (1878–1893)
- Stanislas-Arthur-Xavier Touchet (1894–1926)
- Jules-Marie-Victor Courcoux (1926–1951)
- Robert Picard de la Vacquerie (1951–1963)
- Guy-Marie-Joseph Riobé (1963–1978)
- Jean-Marie Lustiger (1979–1981)
- René Lucien Picandet (1981–1997)
- Gérard Antoine Daucourt (1998–2002)
- André Louis Fort (2002–2010)
- Jacques Blaquart (od 2010)